# Алипий Печерский
Али́пий (Али́мпий, Оли́мпий) Пече́рский (ок. 1065 или 1070 — ок. 1114) — преподобный святой, киевский мозаист, иконописец и ювелир конца XI века, ученик греческих мастеров. Первый из названных по имени древнерусских живописцев. Память совершается (по юлианскому календарю) 28 июля (Собор Киевских святых), 17 августа и 28 сентября (Собор преподобных отцов Киево-Печерских Ближних пещер). Мощи находятся в Антониевых пещерах Киево-Печерской лавры. Причислен Русской православной церковью к лику святых.

## Жизнеописание
Жизнеописание Алипия в «Слове о первом украинском иконописце Алимпии» (Слово 34, «Киево-Печерский патерик») состоит в основном из рассказов о чудесах, творимых им или происходивших с его иконами. Родителями Алипий был отдан учиться иконописи, при игумене Никоне принял постриг, помогал греческим мастерам украшать мозаиками Успенский собор. Как монах, а затем священник Алипий писал новые иконы и поновлял старые. Прославился как целитель. Согласно легендам, многие произведения Алипия были созданы при участии божественного промысла.
Когда греки украшали алтарь киевской Печерской церкви мозаикой, ученик их Алипий имел видение: «светозарную икону Богоматери, из уст которой вылетел светлый голубь и влетел в уста Иисуса, изображённого мозаикой». Чудо это видели и некоторые присутствовавшие в храме, и оно так повлияло на юношу, что он постригся в монахи.
Когда уже перед смертью из-за физической немощи Алипий не смог исполнить заказ, к нему явился ангел и «в 3 часы икону написал».
Сделавшись специалистом по иконописи, он весь свой заработок делил на три равные части: одну отдавал монастырю, другую нищим, а третью оставлял себе на материалы.
Достоверные произведения Алипия не сохранились. В Киево-Печерском патерике сообщается о пятифигурном деисусе и двух наместных иконах, написанных Алипием для одной из киевских церквей. Икону Богоматери работы Алипия Владимир Мономах передал в дар Успенскому собору в Ростове. Возможно, это была Богоматерь Великая Панагия («Ярославская Оранта»), обнаруженная в 1919 году в Спасском монастыре Ярославля и хранящаяся ныне в Государственной Третьяковской галерее. Он считается также предполагаемым создателем ряда других прославленных икон, к примеру, Свенской Печерской иконы Божией Матери.
Известно, что, будучи иноком Киево-Печерского монастыря, Алипий принимал участие в росписи и создании мозаик Успенского собора Киево-Печерской лавры.
- Василий Раев. «Блаженный Алипий, иконописец печерский, которому ангел пишет икону» (1848)
- Виктор Васнецов. «Алипий-живописец» (1885—1893). Эскиз росписи Владимирского собора в Киеве